# آسایش و خوشی
آسایش و خوشی (انگلیسی: Comfort and Joy) فیلمی در ژانر کمدی به کارگردانی بیل فورسیت است که در سال ۱۹۸۴ منتشر شد. The film received a BAFTA Award Nomination for Best Original Screenplay in 1985. از بازیگران آن می‌توان به بیل پترسون، النور دیوید و الکس نورتون اشاره کرد.